# Phytomyza thalictri
Phytomyza thalictri este o specie de muște din genul Phytomyza, familia Agromyzidae, descrisă de Escher-kundig în anul 1912.
Este endemică în Elveția. Conform Catalogue of Life specia Phytomyza thalictri nu are subspecii cunoscute.